# Ulan Bator
Ulan Bator eller Ulaanbaatar er hovedstad i Mongoliet. Byen har 1.396.288 (2015) indbyggere og ligger ved Tuulfloden, en biflod til Selengafloden, i en dal ved foden af bjerget Bogda Uul.

## Historie
Byen blev grundlagt i 1639. Ulan Bator, på det tidspunkt Urga, var oprindeligt placeret ved det buddhistiske kloster Da Khuree ca. 400 km fra det nuværende Ulaanbaator i Arhangayprovinsen og var sæde for den første Jebtsundamba, Zanabazar. Byen blev ofte flyttet til forskellige steder langs Selenga, Orhon og Tuul-floderne, inden den fik sin nuværende placering i slutningen af det 18. århundrede. Byen voksede som et handelscentrum for tehandelen mellem Rusland og Kina i 1860'erne. Mongoliet erklærede sin uafhængighed, da Qing-dynastiet kollapsede i 1911, og byen blev hovedstad i det nydannede Mongoliet i 1924.

## Økonomi
De største selskaber og konglomerater i Mongoliet har næsten allesammen hovedkvartar i Ulan Bator. Blandt landets store selskaber er MCS Group, Gatsuurt LLC, Genco, MAK, Altai Trading, Tavan Bogd Group, Mobicom Corporation, Bodi, Shunkhlai, Monnis og Petrovis.
I 2017 var der 5 dollarmilliardære og 90 multimillionærer med en formue på mere end 10 mio. dollars.

## Uddannelse
Ulan Bator har seks store universteter:
- National University of Mongolia
- Mongolian University of Science and Technology
- Mongolian State University of Agriculture
- Mongolian National University of Medical Sciences
- Mongolian State University of Education
- Mongolian University of Art and Culture

## Kultur
Byen rummer en række museer, heriblandt Mongoliets Nationalmuseum og Mongoliets Naturhistoriske Museum, som bl.a. har fossiler fra dinosaure og meteoriter som er fundet i Mongoliet.
- Det statslige operahus
- Det statslige skuespilhus
- Nationalgalleriet

## Notable personer
- Asashōryū Akinori
- Hakuhō Shō
- Harumafuji Kōhei
- The Hu, metal folkrockband
- Mungonzazal Janshindulam
- Nambaryn Enkhbayar
- Nomin Bold
- Sanjaasurengiin Zorig